# Hartmut Ring

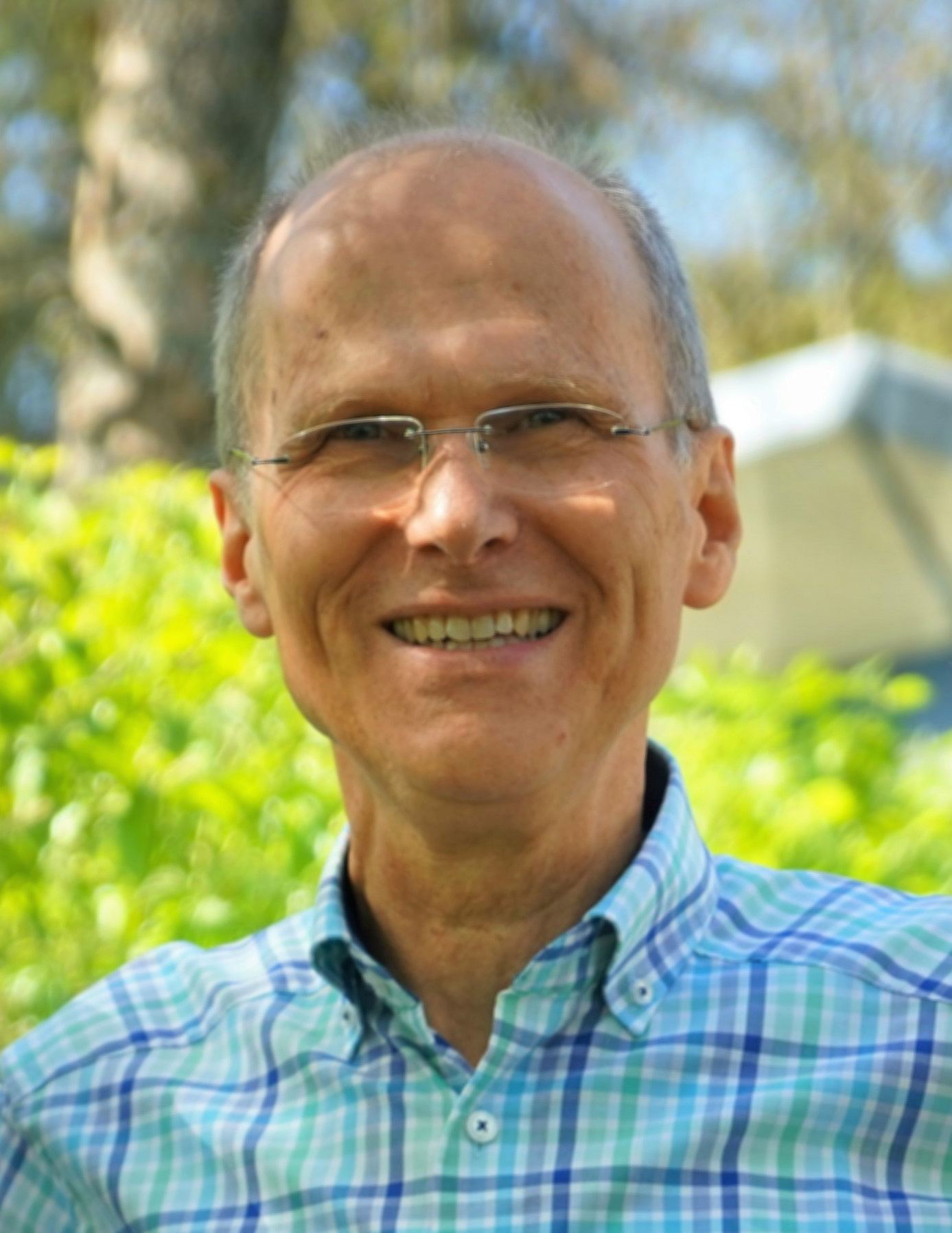
Hartmut Ring, 2019

Hartmut Ring (* 19. September 1946 in Neumünster) ist ein deutscher Univ.-Professor em. für Mathematik und Informatik und nebenberuflicher Software-Entwickler. Bekannt wurde er als Autor des Notensatzprogramms capella. Im Rahmen dieser Tätigkeit entwarf er außerdem das öffentliche CapXML-Format, welches für die digitale Speicherung von Noten konzipiert ist. Von 1978 bis 2011 lehrte er im Fachbereich Mathematik der Universität Siegen.

## Werk und Leben
Hartmut Ring wurde am 19. September 1946 in Neumünster (Schleswig-Holstein) geboren. Sein Abitur legte er 1966 am Ludwig-Georgs-Gymnasium in Darmstadt ab. Anschließend begann er, an der TH Darmstadt Mathematik zu studieren. Jedoch wechselte er im Jahr 1968 nach seinem Grundstudium für die Fortführung seines Studiums an die Universität Freiburg, wo er 1971 mit einer Diplomarbeit aus dem Bereich der Modelltheorie sein Studium abschloss.
Von 1971 bis 1974 war Hartmut Ring als wissenschaftlicher Assistent am Mathematischen Forschungsinstitut Oberwolfach tätig. 1973 promovierte er an der Technischen Universität Karlsruhe über Automatentheorie und formale Sprachen. Seine erste Anstellung in der freien Wirtschaft erhielt er schließlich 1974. Bei Siemens beschäftigte er sich mit Fragen aus dem Gebiet der Computerlinguistik; er erforschte und implementierte Ansätze zur syntaktischen und semantischen Analyse natürlicher Sprache durch Computer.
1978 trat Hartmut Ring eine Professur in Siegen an. Seine dortige Lehre umfasste Veranstaltungen zu Diskreter Mathematik, linearer Algebra, XML, GUI-Programmierung sowie zu den Programmiersprachen Python, C++, C# und Java. Während dieser jahrelangen Tätigkeit erfolgten u. a. zwei Lehrbuchveröffentlichungen. Des Weiteren entstammt dieser Zeit eine freie Mathematik-Software namens mathGUIde.
Anfang der 1990er begann Hartmut Ring nebenberuflich mit der Entwicklung einer Software für EDV-gestützten Notensatz. Das Programm wurde zunächst unter der Bezeichnung Allegro veröffentlicht, trägt jedoch seit 1992 den Namen capella. capella gehört heute neben Finale und Sibelius zu den bekanntesten Produkten dieser Sparte und konnte sich fest auf dem deutschen Markt etablieren.
Nach Fertigstellung der Version capella 2008 zog sich Hartmut Ring nach und nach aus der aktiven Arbeit an capella zurück. Bernd Jungmann führt seitdem die Pflege und Weiterentwicklung der Software fort. Seit dem 1. Oktober 2011 befindet sich Hartmut Ring im Ruhestand. Seitdem hat er das Leben des Landschaftsmalers Robert Krause erforscht und eine Biografie über ihn sowie ein Buch über die Geschichte der Aufklärung in Hamburg veröffentlicht.